# Charles Asampong Taylor
Kweku „Charles Taylor” Asampong (ur. 17 czerwca 1981 w Sefwi) – ghański piłkarz występujący na pozycji napastnika lub pomocnika. Mierzy 184 cm wzrostu. Grał w Great Olympics, Accra Hearts of Oak SC, Asante Kotoko SC, Étoile Sportive du Sahel, TP Mazembe, Enugu Rangers i Berekum Chelsea FC.